# Anikó Kapros

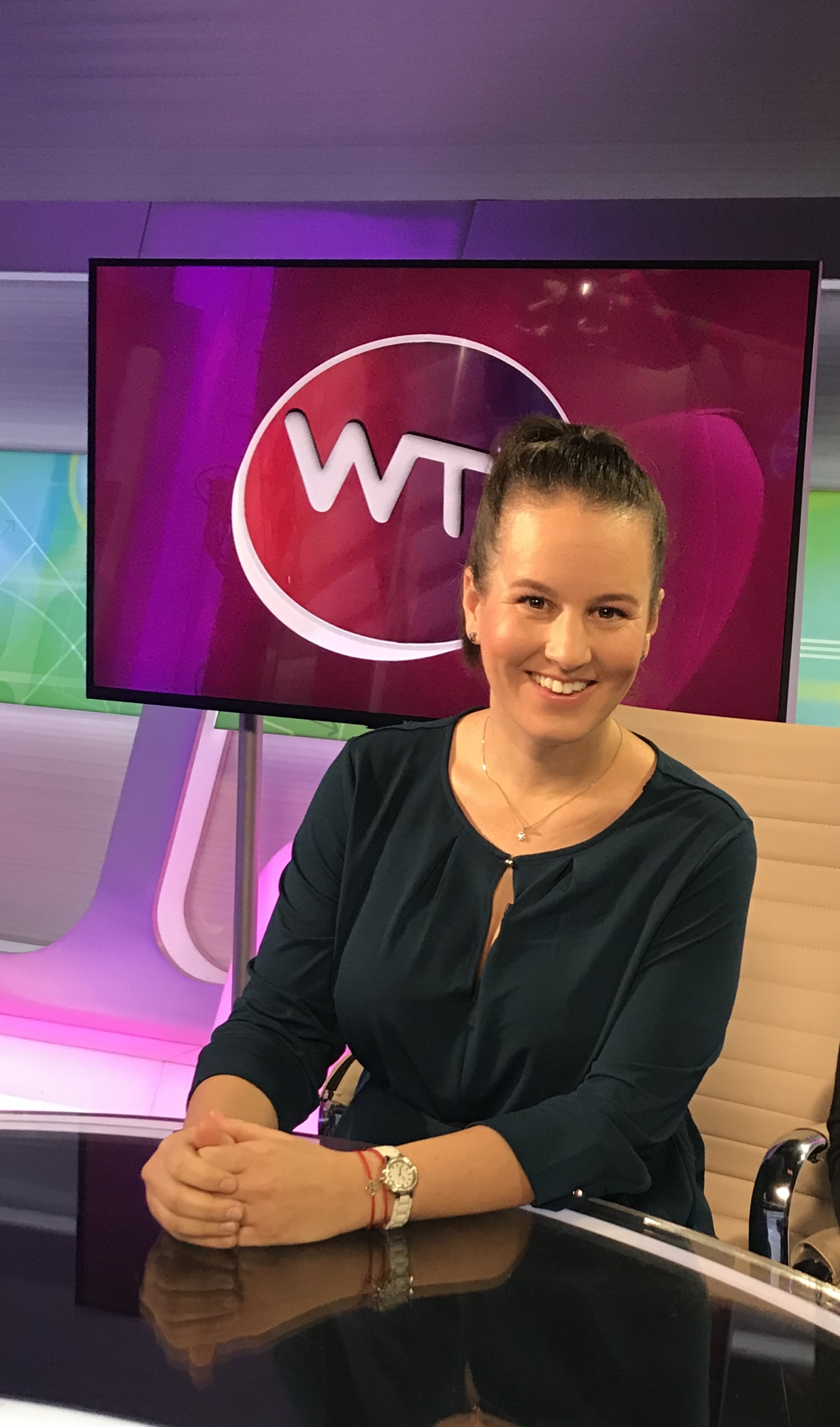
Imagem de Anikó Kapros em 2018.

Anikó Kapros (Budapeste, 11 de Novembro de 1983) é uma tenista profissional hungara, chegou a ser campeão juvenil do Open da Austrália de 2000, e na WTA, alcançou o 44° posto de simples, em 2004.